# Fitzroy River, Western Australia
Fitzroy River är ett vattendrag i Australien. Det ligger i delstaten Western Australia, omkring 1 800 kilometer nordost om delstatshuvudstaden Perth.
Trakten runt Fitzroy River består i huvudsak av gräsmarker. Trakten runt Fitzroy River är nära nog obefolkad, med mindre än två invånare per kvadratkilometer. Savannklimat råder i trakten. Genomsnittlig årsnederbörd är 1 092 millimeter. Den regnigaste månaden är januari, med i genomsnitt 322 mm nederbörd, och den torraste är augusti, med 1 mm nederbörd.